# Telewizja Polska
Telewizja Polska (en español, «Televisión Polaca»), también conocida por su siglas TVP, es la compañía de televisión pública de Polonia. Es una de las empresas que conforman la radiodifusión pública polaca junto con Polskie Radio (radio).
TVP fue fundada en 1952 y mantuvo el monopolio sobre la televisión hasta la década de 1990, después del restablecimiento de la democracia. Actualmente TVP gestiona dos canales de televisión generalistas —TVP1 y TVP2—, una red de televisiones regionales —TVP3—, trece canales temáticos en TDT, un canal internacional —TVP Polonia—, un servicio de transmisión por internet —TVP Go— y un sitio web.
Desde 1993, TVP es miembro activo de la Unión Europea de Radiodifusión.

## Historia
En 1935, el Instituto Estatal de Telecomunicaciones de Polonia y la radio pública crearon una empresa para el desarrollo de la televisión. Las primeras emisiones experimentales tuvieron lugar el 5 de octubre de 1938 desde Varsovia. No obstante, el proyecto quedó paralizado por la invasión alemana de Polonia en 1939 y el posterior estallido de la Segunda Guerra Mundial. Durante el conflicto, las tropas del ejército alemán destruyeron todo el equipamiento que se había instalado para el nuevo medio.
En 1947 se retomó el proyecto de televisión a través del Instituto Nacional de Telecomunicaciones. La nueva empresa pública, «Telewizja Polska» (TP), quedó bajo control del Comité de Radio y Televisión, un organismo estatal de la República Popular de Polonia. Las emisiones en pruebas de TP comenzaron el 25 de octubre de 1952; tres meses después, el 23 de enero de 1953, se puso en marcha la programación regular. Con una cobertura reducida en principio a la capital, el verdadero impulso llegó con la construcción de los estudios centrales de Varsovia en abril de 1956, que permitieron ampliar la programación a toda la semana. También se inauguraron los primeros centros regionales en Łódź (1956), Poznań y Katowice (1957), Cracovia (1961) y Breslavia (1962). En octubre de 1970 se puso en marcha un segundo canal de televisión, y en 1971 se adoptó la programación en color a través del estándar SECAM.
La televisión polaca fue miembro fundador de la Organización Internacional de Radio y Televisión (OIRT), una red destinada al intercambio de programas con otros países de órbita socialista. En ese tiempo Polonia se dio a conocer por la retransmisión del Festival Internacional de la Canción de Sopot —entre 1977 y 1980, Festival de la Canción de Intervisión— y por sus series de dibujos animados, entre las cuales cabe destacar Bolek y Lolek (1963), Reksio (1967) y El osito Faluc (1975). Durante esa época también hubo acusaciones al control informativo por parte del estado, en especial del noticiario Dziennik Telewizyjny.
Con el restablecimiento de la democracia en 1989, el nuevo gobierno de Polonia hizo cambios en los medios públicos. En 1990 se abolió el Comité de Radio y Televisión, que fue reemplazado por dos sociedad anónimas de titularidad estatal: Polskie Radio y Telewizja Polska (TVP). En ese tiempo se trabajó por una mayor pluralidad informativa, cuyo símbolo fue el reemplazo de Dziennik Telewizyjny por un nuevo noticiario, Wiadomości,y se produjo el final del monopolio televisivo por parte del estado. El 1 de enero de 1993, TVP ingresó en la Unión Europea de Radiodifusión. Por último, en septiembre de 1994 se creó un tercer canal regional y en 1995 se completó la transición al estándar PAL.
En la década de 2010, con la llegada de la televisión digital terrestre, TVP impulsó la emisión en alta definición de sus canales generalistas y puso en marcha una amplia oferta de canales temáticos. También se creó un canal internacional, Belsat, para la minoría bielorrusa.
En 2015, con la victoria electoral del conservador Ley y Justicia (PiS), el nuevo ejecutivo impulsó una reforma de la ley de prensa que le permitía, entre otras medidas, elegir directamente al director de TVP. Durante los gobiernos de Beata Szydło y Mateusz Morawiecki, la oposición denunció que el ejecutivo había convertido a TVP en un órgano de propaganda y de difundir noticias falsas para perjudicar a rivales políticos.
Tras un cambio de gobierno en 2023, con la llegada a la presidencia de Donald Tusk, el nuevo parlamento polaco aprobó una reforma para despolitizar los medios públicos. Como símbolo de los cambios, el informativo Wiadomości fue sustituido en diciembre de 2023 por un nuevo noticiario, 19.30, presentado por periodistas a los que la anterior dirección de TVP había despedido. La medida ha contado con el fuerte rechazo de gobierno anterior: varios miembros del PiS ocuparon los despachos de la sede de TVP durante dos semanas para dificultar que la nueva dirección asumiera el mando, y el presidente Andrzej Duda impuso un veto al presupuesto de los medios públicos. En respuesta, el gobierno de Tusk anunció que todos los medios públicos entrarían en fase de liquidación, con la intención de hacer los cambios sin consultar al Consejo Nacional de Radiodifusión.

## Organización
En Polonia, la radiodifusión pública está compuesta por dos empresas autónomas: Polskie Radio (radio) y Telewizja Polska (televisión). Ambas son sociedades anónimas de titularidad estatal y con vocación de servicio público. La empresa está dirigida por un consejo de administración cuyos miembros son elegidos por el parlamento. Históricamente, el consejo es quien propone al presidente de TVP y éste debe contar con la aprobación de un órgano regulador, el Consejo Nacional de Radiodifusión. Sin embargo, en 2015 el gobierno aprobó una ley para controlar su elección.
La radiodifusión pública se financia a través de un sistema mixto. Hay un impuesto directo de 294 złoty al año (unos 67 euros), recaudado y por la empresa de correos Poczta Polska, pero tiene una alta tasa de morosidad. Por esta razón, la mayoría del presupuesto de TVP se cubre con aportaciones directas del estado. El resto de las partidas proceden de la publicidad y de la venta de productos.

## Servicios

### Televisión

#### Generalistas
| Logo  | Programación |
| ----- | --- |
| TVP 1 | TVP1: Es el canal principal de la televisión pública polaca, dirigido a todo tipo de público. Su programación está centrada en informativos, series nacionales, magacines y eventos en directo. Comenzó sus emisiones en 1952.                    |
| TVP 2 | TVP2: Canal generalista con una programación centrada en el entretenimiento. Emite series nacionales e internacionales, concursos y telenovelas. Se puso en marcha en 1970.                                                                       |
| TVP 3 | TVP3: Canal generalista con desconexiones regionales. Su programación corre a cargo de los dieciséis centros regionales de TVP, y generalmente está dirigido a un público de mayor edad que los dos canales principales. Empezó a emitir en 1994. |

#### Temáticos
TVP dispone de una amplia oferta temática en televisión digital terrestre, televisión por cable y satélite.
| Logo         | Programación |
| ------------ | --- |
| TVP HD       | TVP HD: Canal de alta definición con los mejores programas de TVP. Aunque todos los canales de TVP ya disponen de señal propia en HD, el servicio se ha mantenido como un canal temático. Se puso en marcha en 2008.                                                                                            |
| TVP Info     | TVP Info: Canal dedicado a la información continua, empezó sus emisiones en 2007. En un primer momento fue creado para asumir las desconexiones regionales de TVP3, pero finalmente se ha centrado en boletines informativos nacionales. También emite las sesiones del parlamento bajo la marca TVP Parlament. |
| TVP Sport    | TVP Sport: Especializado en programación deportiva, se puso en marcha en 2006. |
| TVP ABC      | TVP ABC: Dedicado a programación preescolar e infantil, inaugurado en 2014. Dispone de segunda señal en internet (TVP ABC 2). |
| Alfa TVP     | Alfa TVP: Dedicado a programación infantil y juvenil, inaugurado en 2022. |
| TVP Kultura  | TVP Kultura: Canal especializado en programación cultural y espectáculos, inaugurado en 2005. Dispone de segunda señal en internet (TVP Kultura 2). |
| TVP Historia | TVP Historia: Canal especializado en divulgación histórica, inaugurado en 2007. Dispone de segunda señal en internet (TVP Historia 2). |
| TVP Dokument | TVP Dokument: Canal centrado en documentales internacionales, comenzó a emitir en 2020. |
| TVP Nauka    | TVP Nauka: Canal educativo con programas de divulgación, reportajes y documentales. Fue inaugurado en 2022. |
| TVP Seriale  | TVP Seriale: Canal centrado en las series nacionales de TVP, así como en el archivo histórico. Se puso en marcha en 2010. |
| TVP Rozrywka | TVP Rozrywka: Canal centrado en los programas de entretenimiento de TVP. Se puso en marcha en 2013. |
| TVP Seriale  | TVP Kobieta: Canal enfocado al público femenino. Se puso en marcha en 2021. |

#### Internacionales
| Logo        | Programación                                                                                                |
| ----------- | --- |
| TVP Polonia | TVP Polonia: Canal internacional de TVP, emite los programas de producción propia más destacados de TVP.    |
| Belsat      | Belsat: Canal dirigido al pueblo bielorruso, financiado por el Ministerio de Asuntos Exteriores de Polonia. |
| TVP Wilno   | TVP Wilno: Canal dirigido a la minoría polaca de Lituania, con la programación más destacada de TVP.        |

### Internet
TVP cuenta desde 2022 con un servicio de transmisión en directo y video bajo demanda, «TVP VOD», que agrupa toda la oferta digital. Además de ofrecer el contenido de los distintos canales de radio y televisión, así como el archivo histórico, cuenta con su propia línea de programas originales y exclusivos. Para acceder a los contenidos de la plataforma es necesario registrarse.

## Imagen corporativa
El actual logo de TVP se introdujo en 2003 y recoge las siglas de la radiodifusora en tres cuadrículas. Está inspirado en la imagen corporativa adoptada por los canales de televisión en 1992, poco después de haberse creado la nueva empresa pública.
En 2021 se desveló una nueva imagen corporativa simplificada en TVP1, con una implementación gradual en el resto de canales a lo largo de 2022. No obstante, la dirección nunca llegó a aplicarla y recuperó al poco tiempo la imagen original. Actualmente, el logo de 2022 figura solo en los canales TVP Sport y Alfa TVP, mientras que el resto han mantenido el logo tradicional.

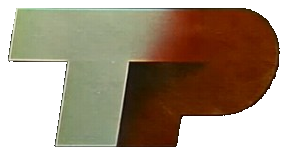
Logo histórico de TVP durante la República Popular de Polonia.
Logo de TVP desde 1992 hasta 2003.
Logo actual de TVP, implementado en 2003.
Logo simplificado de TVP, desde 2022 hasta 2023.